# Кравець Володимир Олексійович
Володи́мир Олексі́йович Краве́ць (* 3 травня 1930, Шарин, Уманська округа, Українська Соціалістична Радянська Республіка, СРСР — 22 липня 2011, Київ, Україна) — український радянський державний діяч і дипломат. Член ЦК КПУ в 1986—1990 роках. Депутат Верховної Ради УРСР 11-го скликання.

## Життєпис
Народився 3 травня 1930 в селі Шарині (нині Уманського району, Черкаської області) у селянській родині. Член КПРС з 1950 року.
У 1953 році закінчив факультет міжнародних відносин Київського університету.
У 1956 році закінчив аспірантуру на кафедрі історії КПРС Харківського університету, захистив кандидатську дисертацію.
У 1953–1954 роках — інструктор відділу пропаганди і агітації Київського міського комітету КПУ.
У 1956–1961 роках — асистент, старший викладач кафедри марксизму-ленінізму Харківського авіаційного інституту, а потім Уманського сільськогосподарського інституту.
У 1961–1965 роках — консультант відділу науки і культури ЦК КПУ.
У 1965–1967 роках — старший викладач історії КПРС Київського інженерно-будівельного інституту.
Від 1967 року — на дипломатичній службі:
- у 1967–1971 роках — радник Постійного представництва УРСР при ООН у Нью-Йорку (США);
- у 1971–1979 роках — заступник міністра закордонних справ УРСР по лінії міжнародних організацій;
- у 1979–1984 роках — Постійний представник Української РСР при ООН;
- з 29 грудня 1984 по 27 липня 1990 — міністр закордонних справ УРСР.

Брав участь у роботі 22-ї, 23-ї, 24-ї, 36-ї та 39-ї сесій Генеральної Асамблеї Організації Об'єднаних Націй; очолював делегації УРСР на 40-44-й сесіях ГА ООН, на 6-й, 8-й і 9-й Надзвичайних спеціальних сесіях, 3-й спеціальній сесії з роззброєння й 14-й спеціальній сесії ГА ООН з намібійської проблеми; у 1985 році кілька разів головував на засіданнях Ради Безпеки Організації Об'єднаних Націй.

Могила Володимира Кравця

Мав ранг Надзвичайного і повноважного посла СРСР. Обирався депутатом Верховної Ради УРСР (1985–1990 роки), членом ЦК КПУ (1986).
З 26 травня 1989 року по 26 грудня 1991 року — народний депутат СРСР. На 1-му з'їзді народних депутатів СРСР (1989) наполягав на відмові від обговорення питання про денонсацію «пакту Молотова — Ріббентропа» 1939.
З 28 липня 1990 року — на пенсії в місті Києві.
Помер 22 липня 2011 року. Похований в Києві на Байковому кладовищі (ділянка № 52а).

## Нагороди
- почесна грамота Президії Верховної Ради Української РСР (30.04.1980)